# Массовое убийство в Хами
Массовое убийство в Хами́ — военное преступление, совершённое в годы Вьетнамской войны южнокорейскими военнослужащими.
25 февраля 1968 года морские пехотинцы Южной Кореи совершили нападение на невооружённых мирных жителей деревни Хами (вьет. Hà Mỹ) в провинции Куангнам в Южном Вьетнаме. Жертвами стали 135 человек. За исключением трёх мужчин и четырёх неопознанных тел, это были женщины, старики и дети. После убийства военные покинули деревню, но во второй половине дня вернулись с двумя бульдозерами, которыми разрушали дома и неглубокие могилы, в которых соседи пытались похоронить погибших.
Южнокорейские вооружённые силы, участвовавшие в войне, как правило, отвечали за зачистку территории после проведения основных боевых действий. Южнокорейские солдаты совершили ещё несколько аналогичных массовых убийств (в Фонгньи, Фонгняте и др.)
В декабре 2000 года на месте убийства открыт мемориал в память 135 жертв.